# Ботакара
Ботакара́ (каз. Ботақара, до 2001 г. — Улья́новский, до 1961 г. — Колхо́зное, до 1934 г. — Тро́цкое, ранее — Са́нниково, Ботакари́нский) — посёлок (с 1961 г.) в Бухар-Жырауском районе Карагандинской области Казахстана, образует административно-территориальную единицу 3-го уровня «Посёлок Ботакара» (ранее — посёлковая администрация).

## География
Населённый пункт расположен в центральной части Бухар-Жырауского района, на правом берегу реки Нура (каз. Нұра), к югу от одноимённого озера, в 63 километрах (по автодороге) к северо-востоку от областного центра города Караганда. Соседние населённые пункты: Ботакара в 4,5 километрах к югу, Ботакара в 5,8 километрах к северо-западу, Жастилек в 13 километрах к северу. Транспортное сообщение осуществляется автомобильной дорогой республиканского значения А-20 «Караганда—Аягоз—Тарбагатай—Бугаз» в сторону Шешенкара. Высота центра населённого пункта — 523 метров над уровнем моря.

## История
Переселенческий участок Батагоры был образован в 1901 году при реке Нура на территории Спасской киргизской волости Акмолинского уезда. Согласно справочным сведениям на 1911 год, общая площадь участка составляла 28 385,09 десятин, из них удобной — 15 629,45, неудобной — 12 755,64, церковной — 130,90; число душевных долей — 1043. Участок находился в 190 верстах от близлежащего города, располагал волостным правлением и почтовой станцией. Утверждённое название участка — Бота-каринский фигурирует на карте заселяемой части Сибири 1905 года, на 1907 и 1911 годы — пронумерован 60-м.  Непосредственно Санниковское сельское общество было образовано в 1905 году переселенцами из Таврической губернии. Посёлок фигурирует на картах 1913 и 1914 гг. как Санниковский. Согласно карте Яковенко 1914 года, в посёлке находились школа, фельдшерский пункт и сельско-хозяйственный склад переселенческого управления. По Памятной книжке Акмолинской области 1909 года, селение Санниковское — центр Санниковской волости на 4-м участке, по Памятной книжке... 1912 года — на 6-м участке.
После окончательного установления советской власти на территории нынешней Карагандинской области к середине 1920 года, постановлением Чрезвычайной полномочной комиссии ЦИК КАССР 25 апреля 1921 года была образована Акмолинская губерния, куда вошли бывшие уезды Акмолинской области кроме Омского:26—30. В январе 1923 года было проведено укрупнение волостей, в ходе которого в состав Санниковской волости вошли: Алексеевская, Конкринская, Журавлевская, Никольская, Ново-Рыбинская, Приозёрная и Урюпинская волости:26—30. В декабре 1930 года на основании постановления ВЦИК от 23 июля 1930 года ликвидируется окружное деление и укрепляются районы, территория Ленинского района вошла в состав Аккольского, Атбасарского и Сталинского районов:183—184. С марта 1932 года — в составе Карагандинской области:230—232. С 1938 года — административный центр Ворошиловского района. Согласно административно-территориальному делению Казахской ССР на 1 января 1951 года, административный центр Колхозного сельсовета. Указом Президиума Верховного Совета КазССР от 15 ноября 1961 года село Колхозное было переименовано и преобразовано в посёлок Ульяновский. Решением Карагандинского областного маслихата от 5 июля 2001 года, посёлок Ульяновский был переименован в посёлок Ботакара.

## Современное состояние
На 2016 год в посёлке — 28 улиц. Решением акима поселка Ботакара Бухар-Жырауского района Карагандинской области от 13 января 2021 года № 1-р «О переименовании улиц в поселке Ботакара», улицы посёлка Юбилейная, Молодежная, Механизаторская, Подгорная, К.Черняева, Березюкова, Энергетиков и 40 лет Казахстана были переименованы в Достық, Бәйтерек, Мәншүк Мәметова, Сарыарқа, Жеңіс, Мәшһүр Жүсіп, Әлихан Бөкейхан и Жұмабек Тәшенов соответственно. Согласно решению акима Бухар-Жырауского района Карагандинской области от 27 января 2020 года № 1 «Об образовании избирательных участков на территории Бухар-Жырауского района» на территории посёлка по адресу Казыбек би 52 и Алихан Бокейхан 7 организованы избирательные участки № 487 и № 488.

## Население
| Численность населения | Численность населения | Численность населения | Численность населения | Численность населения |
| 1970                  | 1989                  | 1999                  | 2009                  | 2021                  |
| --------------------- | --------------------- | --------------------- | --------------------- | --------------------- |
| 4585                  | ↗5790                 | ↘5166                 | ↗5351                 | ↗6425                 |